# Ряммаль, Лембит
Лембит Давыдович Ряммаль (Лембит Талбист Ряммаль; эст. Lembit Rämmal; 25 апреля 1923 (по другим данным — 30 сентября 1918), Тарту, Эстония — 22 февраля 1996, Таллин, Эстония) — советский хоккеист, центральный нападающий, также играл в футбол.

## Биография
Родился 30 сентября 1918 года (по другим данным — 25 апреля 1923 года); брат-близнец Олафа Ряммаля.
Во время становления советской власти в Эстонии увлёкся хоккеем с шайбой и в 1946 году был принят в состав ХК «Динамо» (Таллин), где он выступал вплоть до 1953 года, играл также и в хоккейных матчах высшей лиги. Провёл более 100 матчей и забил более 50 шайб в ворота. Являлся сильнейшим хоккеистом Эстонской ССР и постсоветской Эстонии за все времена. Отличался результативностью, ювелирной техникой и тактикой. Был форвардом и капитаном команды.
Также играл в футбол за «Полицию» из Тарту (1942), таллинские «Динамо» (1945—1950, 1955—1956) и «Калев» (1951—1954), участвовал в матчах класса «Б». Участник футбольного турнира Спартакиады народов СССР 1956 года.
Пятикратный чемпион Эстонии/Эстонской ССР по футболу (1942, 1945, 1947, 1949, 1950) и хоккею (1946, 1948, 1949, 1952, 1953).
Скончался 22 февраля 1996 года в Таллине.